# لحیم‌برداری

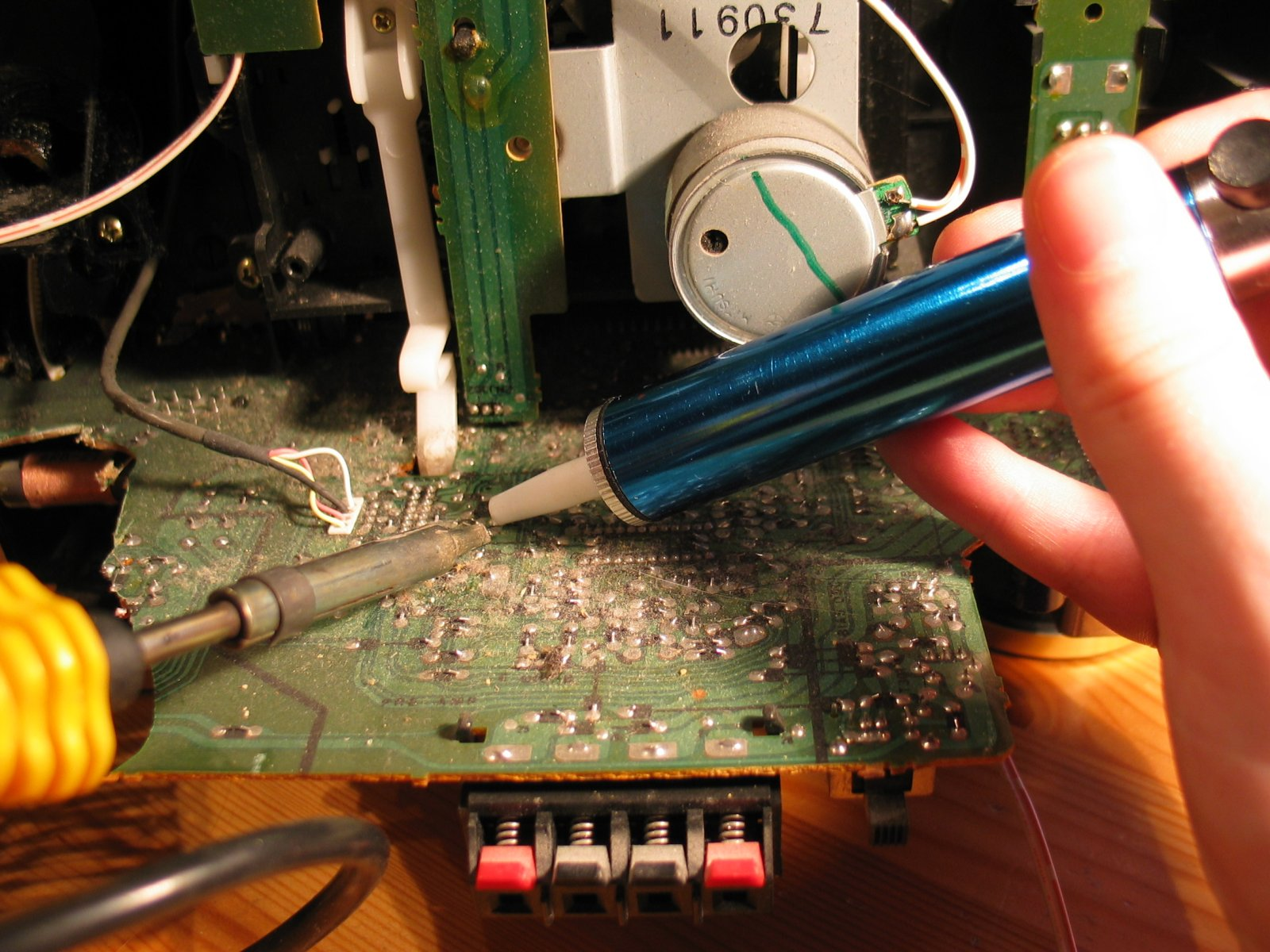
لحیم‌ها را می‌توان با استفاده از قلع‌کش (در سمت راست) و هویه جدا کرد.

در الکترونیک، لحیم‌برداری حذف لحیم و قطعات از یک برد مدار چاپی برای عیب‌یابی، تعمیر، جایگزینی، و بازیابی است.

## ابزارها

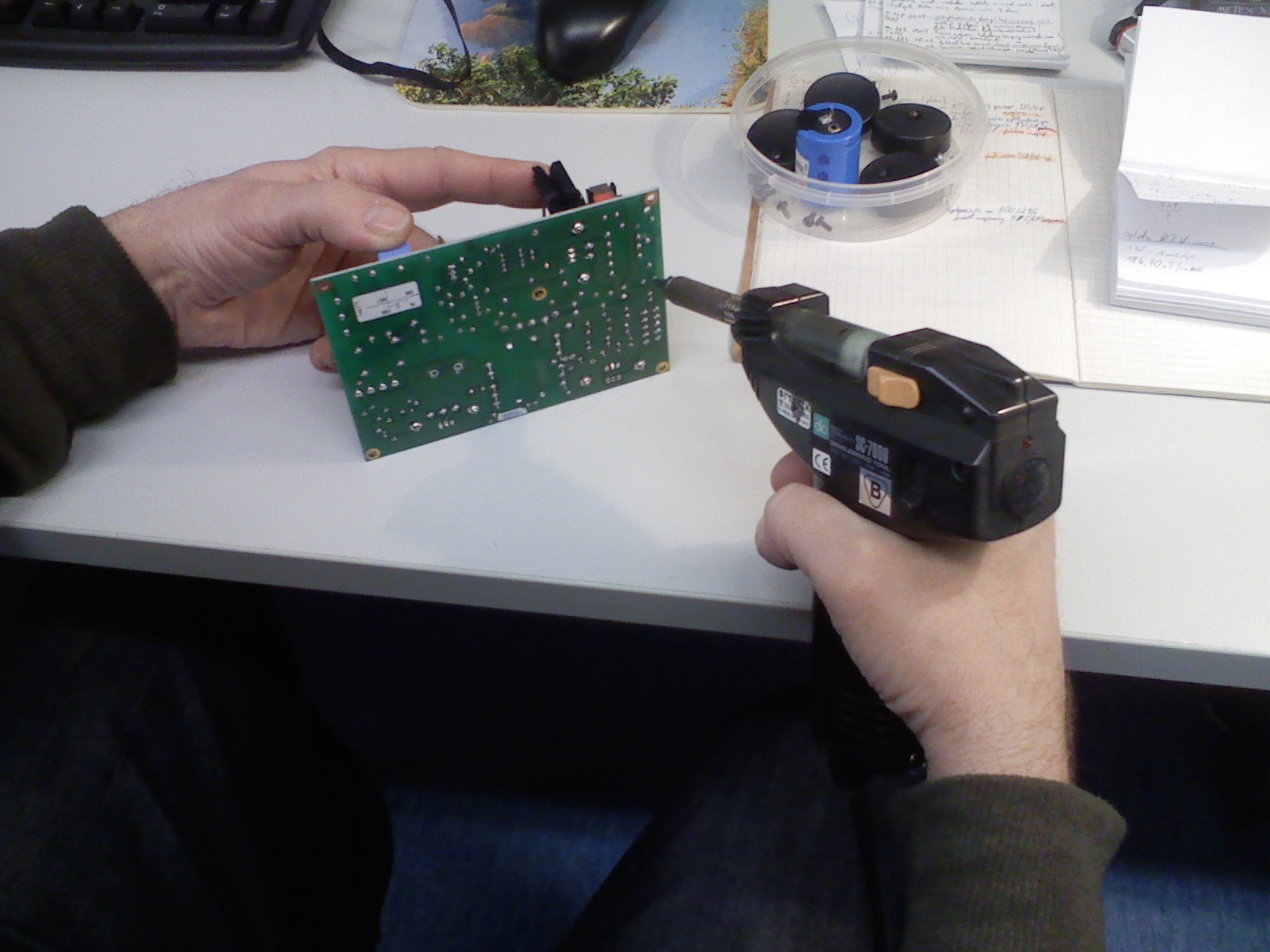
لحیم‌کاری با هویه هفت‌تیری.

ابزارها و مواد لحیم‌برداری شامل موارد زیر است:
- سیم قلع‌کش
- تفنگ گرمایی، که سشوار صنعتی نیز نامیده می‌شوند
- قلع‌کش
- آلیاژهای حذف
- فلاکس‌های حذف
- هویه پنسی
- گیره‌های مختلف و پنس‌ها برای کارهایی مانند کشیدن، نگه داشتن، برداشتن و تراشیدن اجزاء.
- پمپ‌های خلاء و فشار با نوک و نازل‌های مخصوص حرارتی
- ایستگاه‌های بازسازی، برای تعمیر مجموعه‌های برد مدار چاپی که در آزمایش کارخانه شکست می‌خورند، استفاده می‌شود.

هویه با نوک توخالی و پمپ مکش فنر، حبابی یا الکتریکی ممکن است هویه لحیم‌برداری نامیده شود ممکن است از اصطلاحاتی مانند «قلع‌کش» استفاده شود.

### پمپ‌ها
پمپ‌های برقی برای اهداف مختلفی همراه با سَر-دستی که توسط لوله متصل شده‌است، استفاده می‌شوند.

#### قلع‌کش

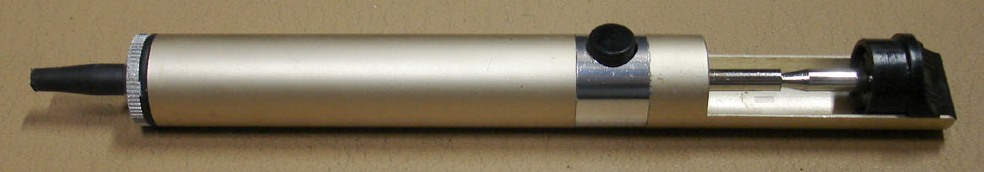
یک قلع‌کش معمولی لحیم کاری با فنری

قلع‌کش شناخته می‌شود، دستگاهی است که به صورت دستی کار می‌کند و برای حذف لحیم کاری از روی برد مدار چاپی استفاده می‌شود. دو نوع وجود دارد: سبک پیستون و سبک حبابی. (یک پمپ الکتریکی برای این منظور معمولاً پمپ خلأ نامیده می‌شود)

### نوار لحیم‌برداری

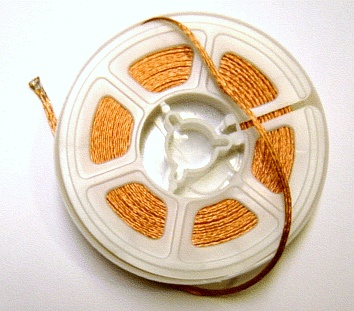
یک سیم قلع‌جمع‌کن روی یک قرقره

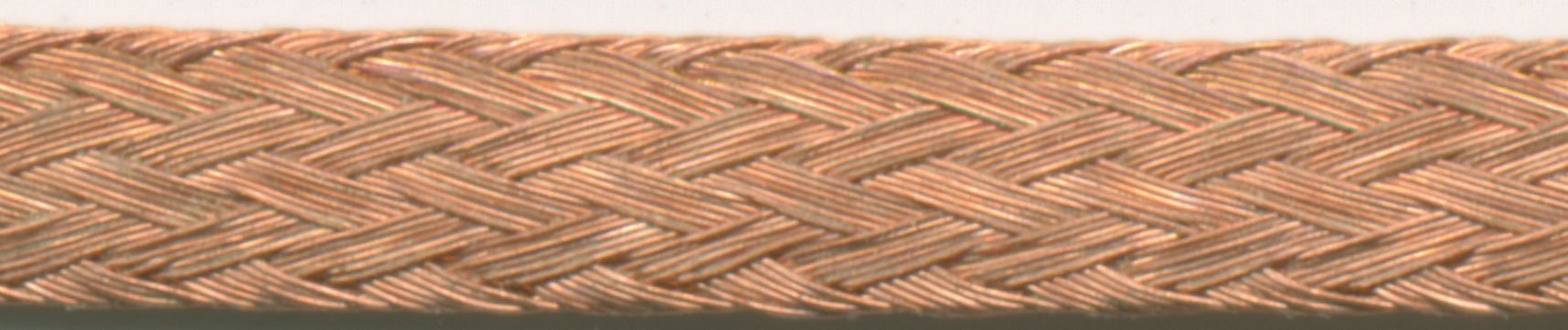
سیم قلع‌کش، قبل از استفاده

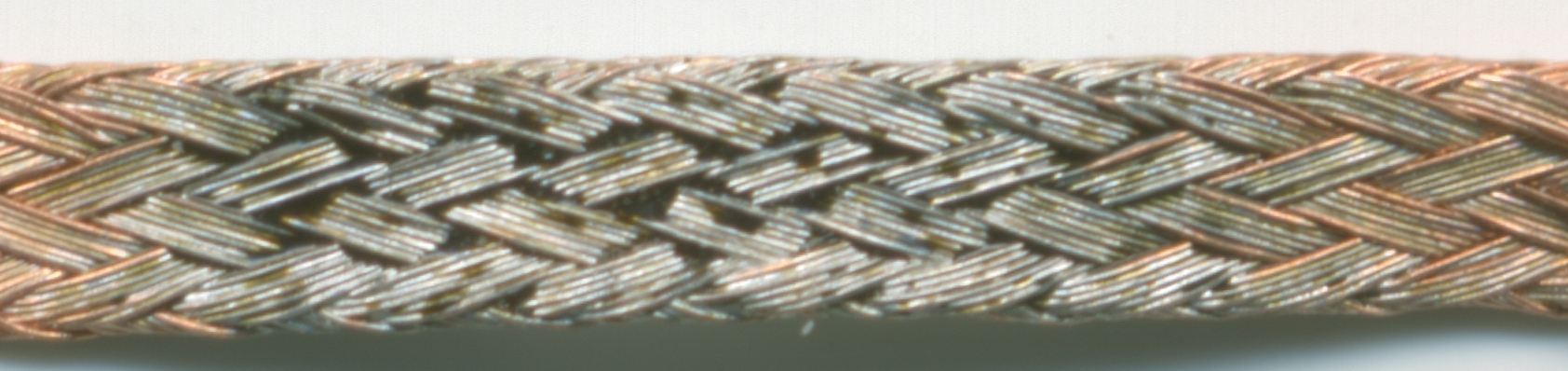
سیم قلع‌کش، بعد از استفاده

نوار لحیم‌برداری، همچنین به عنوان سیم قلع‌جمع‌کن یا سیم قلع‌کش شناخته شده‌است، دارای سیم مسی ۴۲ تا ۱۸ AWG نواری ریزبافته شده با روکش کلوفان فلاکس است، معمولاً در یک قرقره عرضه می‌شود.

## برای مطالعهٔ بیشتر
- Hrynkiw, Dave/ Tilden, Mark W. (2002). Junkbots , Bugbots & Bots on Wheels: Building Simple Robots with BEAM Technology p. 57-58. کالیفرنیا: مک گرو هیل/ آزبورنشابک ‎۰−۰۷−۲۲۲۶۰۱−۳شابک 0-07-222601-3